# Jan Andrzej Morsztyn
Jan Andrzej Morsztyn armoiries Leliwa, né le 24 juin 1621 près de Cracovie et mort le 8 janvier 1693 à Paris, est un aristocrate, grand trésorier de la Couronne et chef du parti français en Pologne. Il est considéré comme le poète baroque le plus remarquable de son pays.

## Biographie

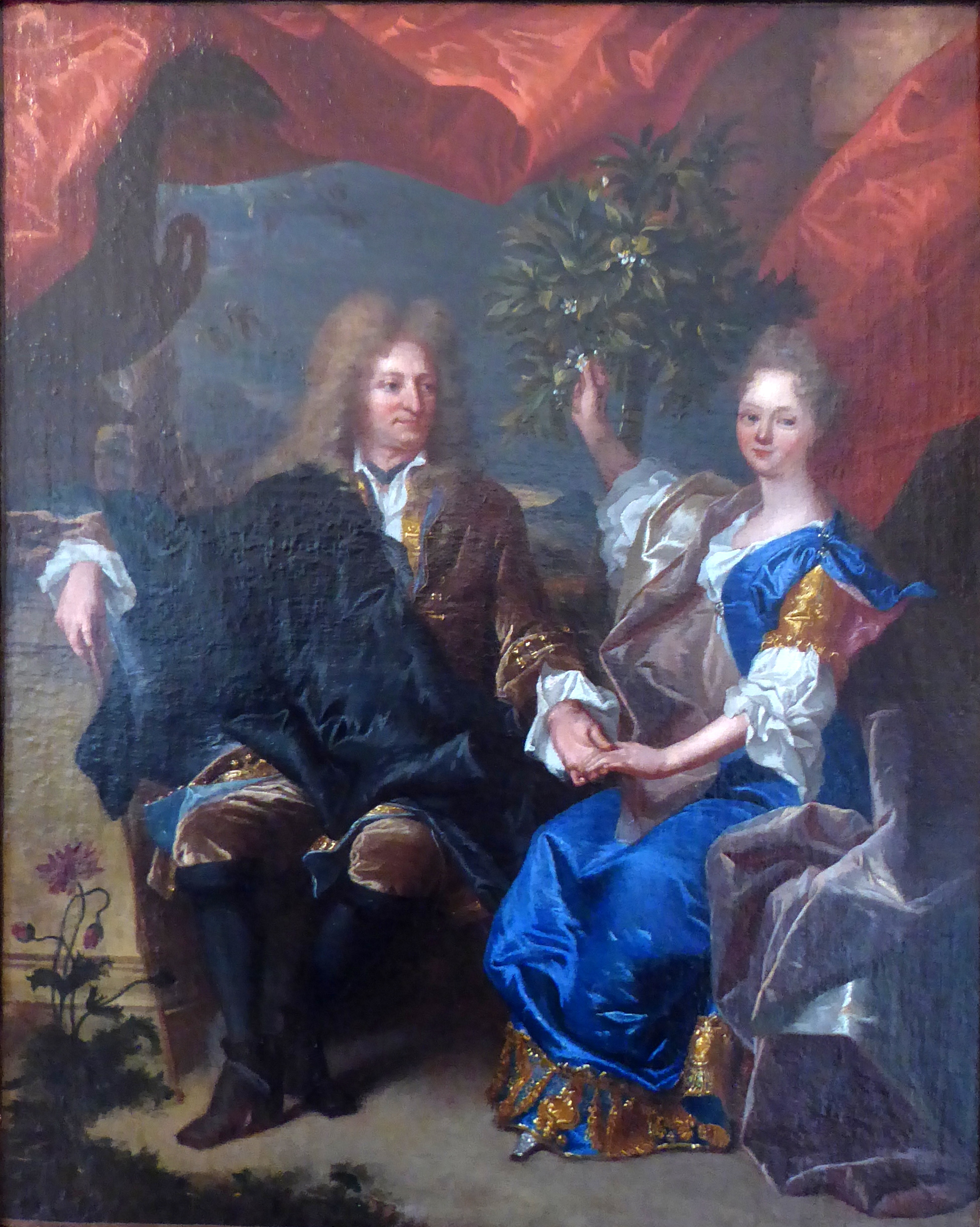
Le comte Jan Andrzej Morsztyn et sa fille par Hyacinthe Rigaud (1691-1692), musée des Beaux-Arts de Chartres.

Jan Andrzej Morsztyn naît près de Cracovie, en Petite-Pologne, dans une famille de noblesse assez récente, qui se distingue par ses dons littéraires – trois de ses parents, Hieronim, cousin Zbigniew, neveu Stanisław, étaient des poètes de valeur. Issu d'une famille calviniste, il se convertit au catholicisme. Il fit ses études supérieures à l'Université de Leyde, puis voyagea avec son cousin Zbigniew en Belgique, en Allemagne, en France et en Italie.
Il commença sa carrière à la cour en 1645, en accompagnant à Paris Krzysztof Opaliński, chargé de ramener en Pologne Louise-Marie de Gonzague, future épouse des rois Władysław IV et Jan II Kazimierz. En 1656, il fut nommé secrétaire royal du roi Jan II Kazimierz, en 1658 - chancelier du roi, puis, en 1668, trésorier de la Couronne. Fervent admirateur de la culture français, en 1659, il se maria avec Catherine Gordon, une noble écossaise de la suite de Louise-Marie. Ambassadeur en Suède, à Vienne et à Francfort, en 1660, il signe au nom de la Pologne le traité d'Oliva.
En tant que grand trésorier, il rassembla d'immenses richesses. Après l'abdication de Jan Kazimierz, il oeuvra, sans succès, pour faire élire roi de Pologne le prince de Condé. Pendant les règnes de Michał Wiśniowiecki et de Jan III Sobieski, il devint agent de Louis XIV et le chef du parti français en Pologne.
Il finit sa carrière politique en disgrâce. Accusé de haute trahison à la diète de 1683 en raison de ses prises de position pro-françaises, allant à l'encontre des alliances nouées entre l'Autriche et le roi de Pologne Jan III Sobieski, Morsztyn vendit ses biens et s'enfuit en France  où il portait le titre de comte de Châteauvillain et fut même fait sujet français, ce qui causa l’indignation de la noblesse.
Il eut trois enfants. Il maria son fils à la fille du duc de Luynes, et ses deux filles à des magnats polonais, une au prince Kazimierz Czartoryski, et l’autre à Kazimierz Ludwik Bieliński.
Jan Andrzej Morsztyn mourut à Paris le 8 janvier 1693.

## Œuvre poétique
Morsztyn était un poète inspiré par le courant mariniste italien : délicat, éblouissant et raffiné. Il avait une profonde connaissance de la littérature européenne dont il traduisit plusieurs auteurs parmi les plus éminents : Giambattista Marino, Le Tasse. Dans ce domaine il occupe même une position unique parmi les traducteurs : c’est lui qui inaugure la longue tradition des relations littéraires franco-polonaises en traduisant Pierre Corneille, Charles Cotin, Vincent Voiture.
Luth, son recueil poétique de plus de 200 textes (sonnets, poèmes amoureux ou de circonstance, bagatelles) témoigne d'une grande maîtrise de l'art poétique associée à une ardente imagination baroque avec des traits propres à la civilisation nobiliaire polonaise des « Sarmates ».
Avec la traduction du Cid, le poète se fit un précurseur du classicisme en Pologne.